# キム・ミン
キム・ミン（1975年6月8日 - ）は、韓国の女優である。本名はキム・ミンジョン。血液型B型。身長170cm。

## 出演

### テレビ
- インビテーション（1999年、KBS） - チャン・ミヨン役
- 秘書の品格（2000年、KBS） - ミン・ジヒ役
- 太陽がいっぱい（2000年-2001年、KBS） - ソ・ガフン役
- 守護天使（2001年、SBS） - ホン・ジス役
- ダメ男とデキル女の恋模様（2003年、KBS） - ユン・ギョンボク役
- ラブストーリー・イン・ハーバード（2004年-2005年、SBS） - ユ・ジナ役
- 恋するレシピ（2005年、MBC） - ホン・スジョン役

### 映画
- 情事 an affair（1998年）
- 恋風恋歌（1999年）
- GO（2001年）日本映画
- アクシデンタル・スパイ（2001年）香港映画